# Louise Kimitete
Louise Kimitete, dite mamie Louise Kimitete est une chorégraphe, danseuse et professeure de ‘Ori tahiti polynésienne née aux îles Marquises en 1939 et morte le 25 mars 2020.

## Biographie
Louise Kimitete naît à Hatihe’u, dans l’île de Nuku Hiva située dans l’archipel des Marquises en Polynésie française en 1939. Elle commence la danse à seize ans, avec le groupe ‘Arioi, de Mémé de Montluc, puis Heiva, de Madeleine Moua.
Après un séjour d'une dizaine d'années à Hawaï où elle participe notamment à des tournages de films, elle rejoint en 1981 le Conservatoire artistique de Polynésie française (CAPF) créé deux ans plus tôt  à Papeete,. Elle y enseigne l‘Ori tahiti pendant près de quarante ans, devenant l'une des figures emblématiques.
Elle compte parmi ses élèves des personnes devenues des grands noms de l‘Ori tahiti dont Vanina Ehu, devenue responsable du département traditionnel du CAPF, Moon, sa petite-fille, Hinavai Raveino, Tuarii Tracqui, Teraurii Piritua, Mateata Legayic, Moena Maiotui, Kehaulani Chanquy.
Elle prend sa retraite en 2012.
Louise Kimitete meurt le 25 mars 2020 à l'âge de 80 ans.

## Hommages et postérité
Louise Kimitete est décorée des mains de Manouche Lehartel, des insignes de chevalier dans l'ordre national du mérite.
A sa mort, le ministre de la culture Heremoana Maamaatuaiahutapu et le directeur du conservatoire artistique Fabien Dinard lui rendent hommage. Pour le ministre, Elle « résume, par son incroyable parcours, le mouvement de renaissance de la danse traditionnelle tahitienne ».
La Poste crée un timbre à son effigie émis en juillet 2022.